# Luci Juli Jul (tribú consular 388 aC)
Luci Juli Jul (en llatí Lucius Julius Julus) va ser un magistrat romà del segle IV aC. Formava part de la gens Júlia i era de la família dels Julus.
Era tribú consular l'any 388 aC amb cinc col·legues. Va ser altre cop tribu consular el 379 aC, aquesta vegada amb set col·legues.